# 발도르프 교육

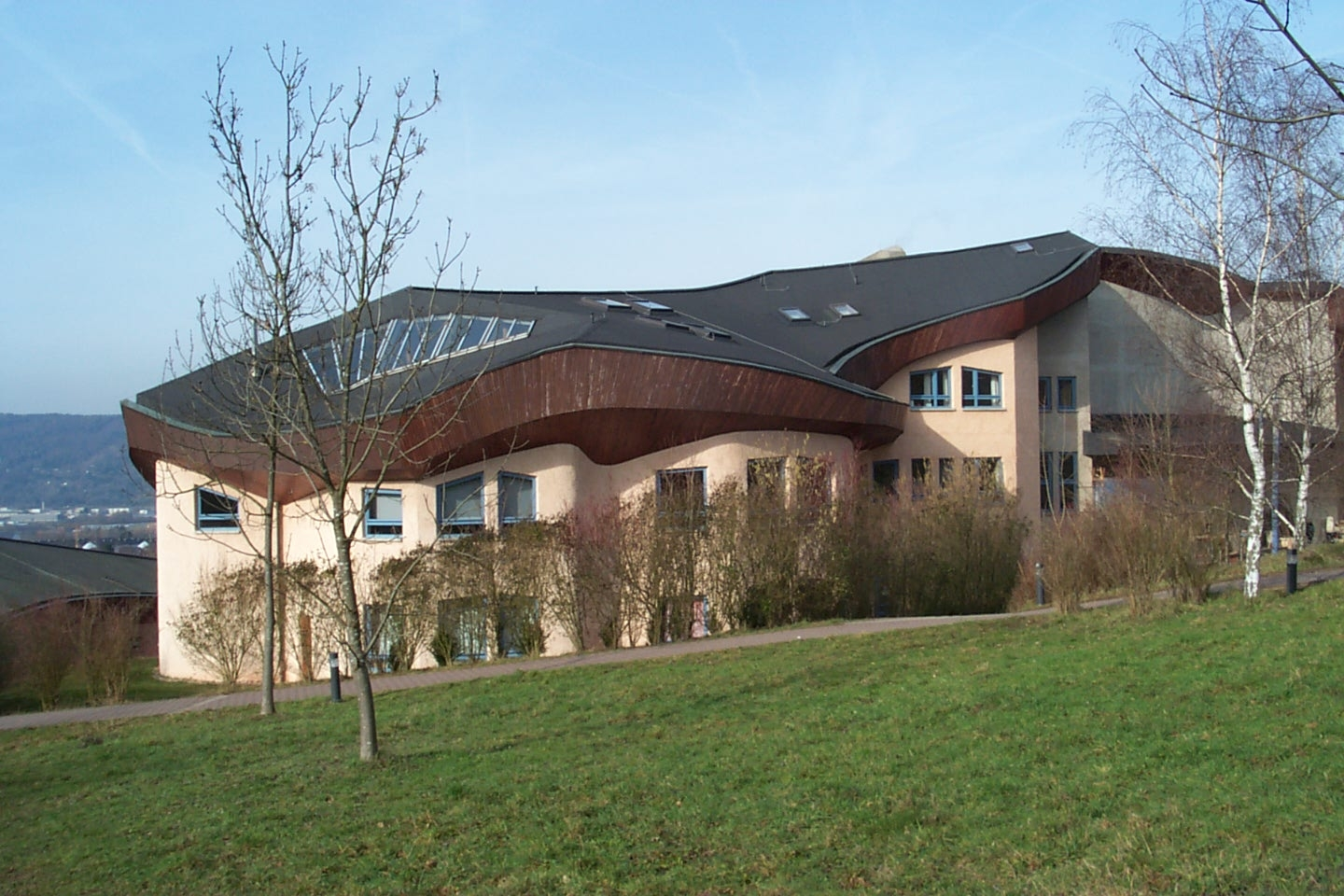
독일의 트리어 발도르프 학교

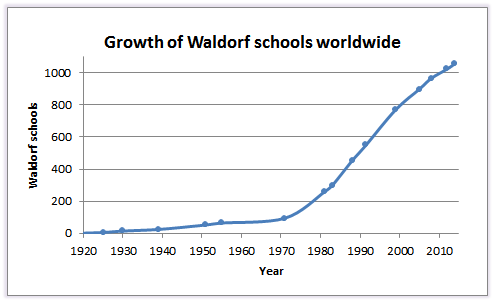
전 세계적으로 발도르프 학교의 수가 증가하고 있다.

발도르프 교육(독일어: Waldorfpädagogik 발도르프페다고기크[*], 영어: Waldorf education, Steiner education)은 20세기 초 오스트리아의 인지학자 루돌프 슈타이너가 제창한 교육 사상 및 실천으로 독일에서 시작된 대안교육의 일종이다.
발도르프 교육은 1919년 루돌프 슈타이너에 의해 세워진 발도르프학교에서 출발한 대안교육이다. 발도르프학교는 남부 독일 슈투트가르트에서 발도르프 아스토리아 담배공장 노동자들의 자녀들을 위해 처음 세워졌는데, 이 학교를 위한 교과과정이 후대까지 영향을 미쳐 교육운동으로 발전하게 되었다. 1994년에 열린 세계 교육부 장관들의 회의에서 21세기 교육의 모델로서 발도르프학교가 선정되었으며 유네스코의 지원, 연구 대상에 속하게 되었다. 국내에서는 SBS 다큐멘터리 <이것이 미래 교육이다> 시리즈 1편에서 방영되었다. 발도르프 교육의 특징은 남녀공학, 에포크수업, 전인교육, 성적이 없는 성적표, 교과서 없는 수업, 외국어 수업의 발달, 자치 행정 등이 있다.
현재 발도르프 교육은 전세계적으로 이뤄지고 있는데, 그 모습은 각기 다르다. 슈타이너가 원리에 대한 충분한 인식 없이 구체적인 실천 방법만을 수용하는 것에 반대했기 때문이다. 그럼에도 발도르프교육의 기본적인 이념은 매우 공통적이기 때문에 모두 발도르프 학교라는 명칭을 사용한다.
발도르프 교육은, 또한 슈타이너 교육으로 알려진 그것은 토대하는데 루돌프 슈타이너라는, 인지학의 창시자의 교육적 철학에 말이다. 그것의 교육적 형태는 전체주의적인데, 학생들의 지적인, 예술적인, 그리고 실용적인 기술들을 발달시키는 목적을 가지면서 그러한데, 상상과 창조에 중점을 두면서 말이다. 개개인의 교사들은 상당히 많은 자율성을 가지는데 교육과정 내용, 교수 방식들, 그리고 학급경영governance에서 말이다. 학생 활동에 대한 정성 평가는 교실의 일상 생활 속으로 통합되는데, 표준화된 평가가 2차 이후의 교육에 들어가는데 요구되는 것에 한정되면서 말이다. 
첫 발도르프 학교는 독일 슈투트가르트에서 1919년에 열렸다. 한 세기 후에, 그것은 세계에서 가장 큰 자율 학교 운동이 되었는데, 75개 나라들에서 1,200개 이상의 자율 학교들과 거의 2,000개의 유치원들, 또한 40개 이상의 나라들에서 500개 이상의 특수 교육 사무소들로 말이다. 또한 수많은 발도르프에 토대한 공립 학교들, 차터 스쿨, 그리고 사립학교들, 또한 재택학습 운동이 있다. 독일, 미국, 그리고 네덜란드가 가장 많은 발도르프 학교들을 가지고 있다. 
많은 발도르프 학교들은 논쟁에 직면해왔는데 인종주의와 주술적 사고에의 슈타이너의 연관성 때문에 말이다. 다른 것들은 제재적인 청문회들과 폐쇄에 직면해왔는데 특수 교육 필요성을 가진 아이들에 대한 표준 이하의 보살핌에 대한 우려 때문에 말이다. 발도르프 교육에 대한 비판자들은 지적하는데 인지학의 주술적 특성을 그리고 슈타이너의 개인적esoteric 생각들의 교육과정으로의 통합을 말이다. 발도르프 학교들은 또한 감염병들의 발생과 연관되어왔는데 많은 발도르프 부모의 백신 거부 때문에 말이다.

## 역사

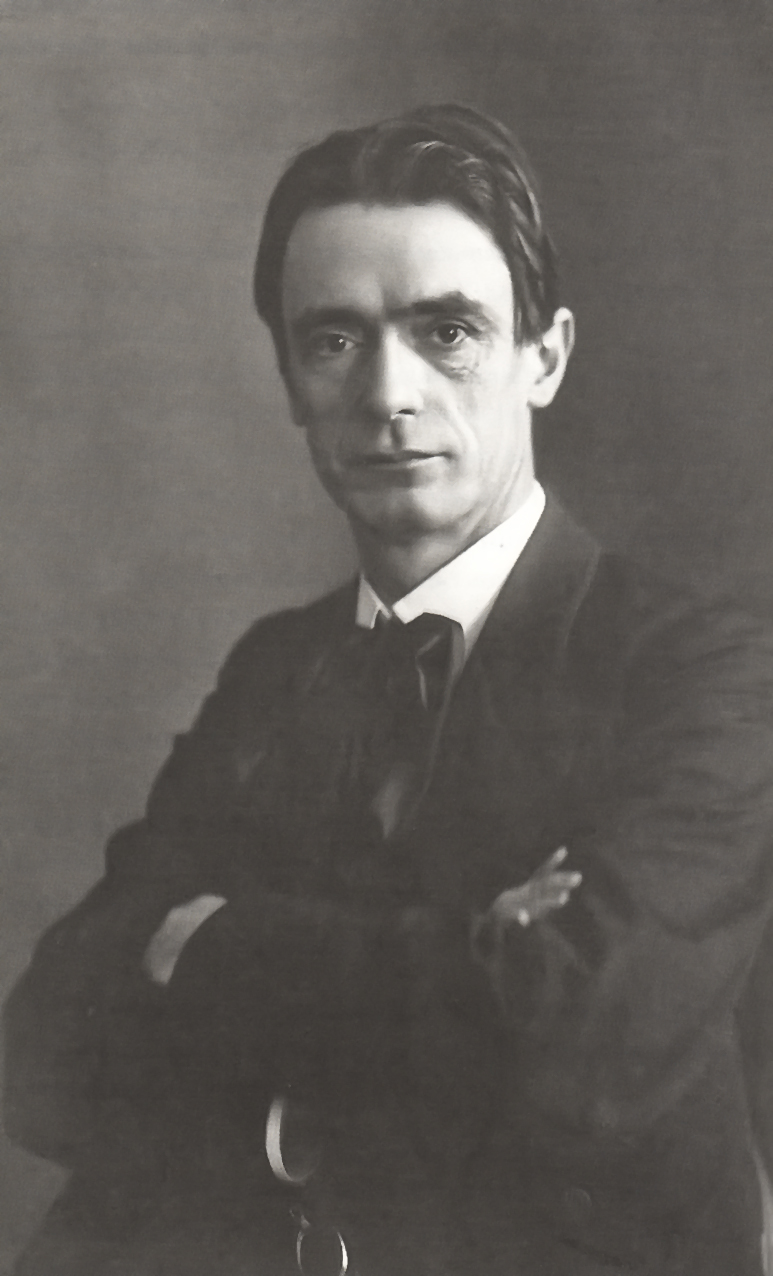
루돌프 슈타이너(1861년 2월 27일 - 1925년 3월 30일)

발도르프 교육은 루돌프 슈타이너에 의해 시작되었는데, 그는 레알슐레에 다니던 시기에 칸트의 순수이성비판에 흥미를 느꼈다. 그러나 그는 칸트의 의견에 반대하며 '사고와 경험은 끊임없이 발달할 수 있는 것'이라는 생각을 가졌다. 대학 진학 이후 그는 피히테, 셸링, 헤겔 등의 책을 탐독했고, 당시 문학을 가르쳤던 슈레어(Kal Julius SchrÖer) 교수의 영향을 받아 정신세계와 물질세계 사이의 관계를 새롭게 바라보게 되었다. 이는 발도르프 교육학에 적용되었는데, 그는 당시의 학교교육이 가시적인 물질세계에만 매달리고 있는 것을 비판하며 가시적인 물질세계와 비가시적인 물질세계를 연계하려고 노력했다. 이 외에 슈타이너는 쉴러(J.C. Friedrich Schiller)의 저서 《인간의 미적 교육에 대한 편지》와 괴테의 자연과학에 관한 글 등의 영향을 받았다.
1884년 슈타이너는 라디스라우스 슈페이트라는 무역업자의 집에 가정교사로 들어가 4명의 남자 아이들을 가르쳤는데, 그 중에는 뇌수종을 앓는 10살 어린이가 있었다. 슈타이너는 자신만의 방법으로 이 아이를 교육시켰다. 이후 소년은 건강이 호전되어 김나지움에 들어갔고, 의학박사가 되었다. 이러한 경험을 통해 슈타이너는 학습지도의 경제성, 치유적인 수업, 신체와 정신 발달의 관련성을 터득하게 되었다. 1898년부터 6년간 베를린에 있는 사회민주당의 노동자학교에서 성인을 대상으로 역사와 독일어(수사학과 작문 코스)를 가르쳤고, 2년동안 여학생을 위한 재교육기관에서 교사로 재직하는 등 실제 교육 현장 경험을 쌓았다. 이 경험들을 기반으로 그는 보편적 서민 교육을 펼치려는 계획을 세우게 되었다.
한편, 그는 1902년 신지학회라는 종교조직에 가입하였는데, 여기에서 신지학(theosophy , 神智學)이란 보통의 신앙이나 추론으로는 알 수 없는 신의 심오한 본질이나 행위에 관한 지식을, 신비적인 체험이나 특별한 계시에 의하여 알게 되는 철학적 ·종교적 지혜 및 지식을 의미한다. 그러나 그는 1913년에 신지학회에서 나와 인지학회를 설립해 독립적인 활동을 시작했는데, 신지학과 달리 인지학은 ‘인간’을 중심에 두었다. 이후 네 편의 신비극, 오이리트미(Eurythmy) 등 예술적인 특성이 강조되는 시기를 거쳐 발전을 거듭하게 되었다.
루돌프 슈타이너의 인지학이 실제 학교에 적용된 것이 바로 발도르프 학교다. 발도르프 학교는 1919년 남부 독일 슈투트가르트의 발도르프 아스토리아 담배공장 노동자 자녀를 위한 학교로부터 시작되었다. 당시 슈타이너는 제 1차 세계대전 이후 사회복구가 절실하던 상황에서 삼중적 사회질서 운동(Threefold Social Order Movement)을 주도했고, 연설문을 발표하는 등 사회문제와 관련된 글을 발표했다. 그와 마찬가지로 인지학에 깊은 관심을 가지고 있던 기업가 에밀 몰트는 발도르프 아스토리아 공장의 소유주이면서 노동자 교육에 헌신적인 사람이었다. 그는 슈타이너의 강연을 듣고 “관계가 요구하는 것에 마음을 열어두기”라는 표현에 감동했고, 이후 자신의 재산까지 투자하며 노동자들과 관계 맺기에 열중했다. 노동자 교육에서 시작하여 노동자 자녀 교육에 관심을 갖게 된 에밀 몰트는 루돌프 슈타이너에게 자기 공장 노동자를 위한 학교 설립을 부탁했고, 이를 계기로 발도르프 학교가 세워지게 되었다.
루돌프 슈타이너의 생각들에 토대한 첫 학교는 에밀 몰트로부터의 요구에 따라서 1919년에 문을 열었는데, 그는 독일 슈투트가르트의 발도르프-아스토리아 담배 회사의 소유자 겸 상무이사였다. 이것은 ‘발도르프’라는 이름의 출처이고, 그것은 현재 미국에서 상표가 되었는데 교육 방식과 연관되어 사용될 때 말이다. 몰트가 구상한 학교는 그 공장의 노동자들의 아이들을 교육시키곤 했다. 몰트는 지지자였는데 객관적으로 이해 가능한 영적 세계가 존제한다는 그리고 인간들에 의해서 관찰될 수 있다는 개념에 토대한 비전秘傳의 영적 운동인, 인지학에 대해서 그리고 그 운동의 창시자이자 영적 지도자인, 루돌프 슈타이너에 대해서 말이다. 많은 슈타이너의 생각들은 초기의 발도르프 학교의 교수법에 영향을 주었고 여전히 근대의 발도르프 교실들에서 핵심적 역할을 한다: 부활, 인연, 영적 주체being들의 존재, 아이들은 스스로 영적 주체들이라는 생각, 그리고 율동eurythmy. 
공동으로 교육하는 학교가 또한 공장 밖의 아이들을 보살핌에 따라서, 그것은 다양한 사회적 계층의 아이들을 포함했다. 그것은 또한 독일에서 첫번째 종합 학교였는데, 모든 성별, 능력, 그리고 사회적 계급의 아이들을 보살피면서 말이다. 슈타이너의 다짐으로, 초기의 발도르프 학교들은 “소득에 관계없이, 모든 학생들에게 열려있었다. 만약에 부모가 모든 학비를 낼 수 없다면, 나머지 비용은 보조될 것이었다.” 
발도르프 교육은 1922년에 더 광범위하게 알려졌는데 슈타이너가 옥스포드 대학의 토론회에서 했던 강연을 통해서 말이다. 이년 후에, 1924년의 토키에서의 그의 영국으로의 마지막 여행에서, 슈타이너는 발도르프 교사 양성 과정을 열었다. 영국의 첫 학교(마이클 홀)가 1925년에 창립되었다; 1928년에 미국에서 첫번째(뉴욕 시의 ‘루돌프 슈타이너 학교’). 1930년대가 되자, 슈타이너의 교육학적 원리에 의해 영감을 받은 수많은 학교들이 문을 열게 되었는데 독일, 스위스, 네덜란드, 노르웨이, 오스트리아, 헝가리, 미국, 그리고 영국에서 말이다. 
1933년부터 1945년까지, 나치 정권으로부터의 정치적 간섭은 유럽의 대부분의 발도르프 학교들을 통제했고 궁극적으로 폐쇄했는데, 일부 영국, 스위스, 그리고 네덜란드 학교를 제외하고 말이다(영국과 스위스는 나치 독일에 의해 점령당하지 않았다). 루돌프 헤스, 부총통인 그는, 발도르프 학교들의 후견인이었다. 나치들은 사립 학교들을 좋아하지 않았는데, 특히 헤스가 영국으로 떠난 후에 말이다. 카렌 프리스트먼에 따르면,  “비록 1935년 11월에 ‘인지학회’가 폐쇄되었지만 그리고 제국 교육부 장관 베른하르트 러스트는 1936년 3월에 모든 사립 학교들이 신입생을 받지 못 하도록 금지했지만, 마지막 발도르프 학교는 1941년까지 폐쇄되지 않았다.” 영향을 받은 학교들은 다시 문을 열었는데 2차 세계대전이 끝난 후에 말이다. 유럽의 다른 곳의 (예를 들어 노르웨이에서) 일부 학교들은 지하에서 활동함으로써 살아남았다. 동독의 일부 학교들은 다시 폐쇄되었는데 공산주의 정부에 의해서 몇년 후에 말이다. 
1967년에 북미에서, 미국에 아홉 개 학교들과 캐나다에 한 개 학교가 있었다. 2021년이 되자, 그 숫자는 미국에 200개 이상으로 그리고 캐나다에 20개 이상으로 증가하게 되었다. 현재 영국에 29개의 슈타이너 학교들이 그리고 아일랜드 공화국에 3개가 있다. 
소련의 해체 이후에, 발도르프 학교들은 다시 중앙과 동부 유럽에서 확산되기 시작했다. 더 최근에, 많은 수가 아시아, 특히 중국에서 문을 열게 되었다. 현재 전세계에 천이백 개 이상의 자율 발도르프 학교들이 있다. 

## 목적
발도르프 교육에서는 신체-정신-영혼의 조화로운 교육을 강조하기 때문에 신체(손과 발)을 이용하여 정신과의 협력적인 발전을 도모하는 '노작교육'을 교육 내용으로 한다. 
발도르프 교육의 교육목적에 대해서 학자들마다 다르게 명명 및 분류하고 있지만, 그 핵심에 있는 것은 '개별 학생을 고려한 전인 교육'이다. 슈타이너는 인지적 영역에 치우친 교육에 반대하고, 신체와 정신적 성장에 맞춘 의지, 감각, 사고의 조화로운 발달을 추구한다. 이 때문에 발도르프 학교에서는 학생들의 우열을 나누지 않으며 학생 개개인의 성장과 요구에 귀 기울인다. 인지적, 도덕적, 실용적 재능의 발달이 모두 똑같이 중요하기 때문에 노작교육이나 예술 교육 등이 교육내용의 상당 부분을 차지한다. 발도르프 교육에서 예술 교육을 하는 이유는 학생들이 예술을 통해 자신의 내면을 들여다보고, 내적 자유를 획득한 인간으로 만들기 위해서다.
발도르프 교육에서 강조하는 조화는 개인 유기체 내에 그치는 것이 아니라 전체 우주와의 조화까지 고려한다. 즉, ‘우주와 내가 하나다’라는 인식을 갖게 하는 것인데, 인간이 내면의 잠재성을 일깨움으로써 정신적으로 점차 고양되며 우주와 하나가 될 수 있게 되는 교육을 강조한다. 이 때문에 발도르프 교육학에서는 영성 회복도 전인 교육의 일부로 본다.

## 특징

### 발달과정에 맞춰진 교육
발도르프 교육에서는 인간 발달 단계를 영유아기, 아동기, 청소년기로 나누고, 이 단계에 따라 물질체(Physischer Leib), 생명체(Aetherleib), 감성체(Astralleib), 자아(IchLeib)라는 4가지 구성체를 가지고 있다고 본다.

#### 영유아기(0~7세)
슈타이너는 영유아기, 그 중에서도 0~3세 시기를 강조했다. 이 시기의 아이들은 신체, 영혼, 정신이 통일되어 있는 상태이기는 하지만 그 발달단계가 다르다. 이 중에서도 가장 비약적으로 성장하는 것은 신체다. 이 시기의 가장 특징적인 신체 발달은 이갈이인데, 생후 7년 동안 일어난 발달이 정점에 이른 것이다. 슈타이너의 인지학의 핵심이기도 한 ‘가시적 물질세계와 비가시적 물질세계의 연결’은 여기에도 적용된다. ‘영구치가 나는 것’(가시적인 상황)을 영유아에게 ‘사고할 수 있는 힘이 생겼다’(비가시적 상황)는 것으로 이해하기 때문이다.
이 단계의 아이들은 아직 정신적인 측면에서 발달이 완전하지 않기 때문에 주위 환경에 보이는 것을 ‘모방(Imitation)’하려는 욕구가 있다. 그러므로 좋은 ‘본보기(Example)'를 제공해야한다. 교사는 아이들에게 모방할 만한 물리적, 심리적, 도덕적 환경을 제공해야 하는데, 여기에는 비가시적인 환경도 포함된다. 또, 이 시기에는 외부적 자극에 의해 무언가를 '학습'하기보다 무엇인가에 열중하여 '충분히 노는 것'이 중요하다. 상상력을 자극 할 수 있는 놀잇감을 필요로 하기 때문에 의도적으로 만들어진 장난감보다는 실물을 닮은 놀잇감이 더욱 바람직하다.

#### 아동기(8~13세)
이 시기에는 신체, 영혼, 정신이 신체-영혼, 영혼-정신으로 나뉘게 된다. 이전 시기에는 ‘신체’에서 가장 큰 변화를 보였지만, 아동기에는 ‘영혼’에서 가장 큰 변화가 나타난다.
이 시기의 아동들은 감성체가 없어 합리적인 사고가 불가능하다. 따라서 느낌, 감정, 상상력 등을 자유롭게 펼칠 수 있는 환경이 조성되어야 하는데, 추상적인 상상이 불가능하기 때문에 수업에서는 예시나 비유를 많이 사용한다.
영구치가 나는 7세를 기준으로 그 전의 아이들이 보이는 것을 그대로 모방했다면, 이후의 아이들은 내적 지각을 통해 권위(Authority)에 따른다.(Discipleship) 이 때문에 발도르프 학교에서는 8년 동안 같은 담임선생님께 모든 주요 교과를 학습하도록 한다.

#### 청소년기(14~19세)
이전 시기부터 분리되기 시작한 신체, 영혼, 정신이 이 시기에 완전히 분리된다. 서로 독립적으로 발달하면서도 유기성을 잃지는 않는다. 이 시기부터 과거 본인이 감각과 정신을 통해 습득했던 것에 대한 자신만의 판단이 가능해지므로 이전까지는 이해할 수 없었던 추상적인 개념, 논리적 사고 등도 가능해진다. 더불어 자신을 8년 동안 지도해 준 담임 교사에 대해 더 이상 권위를 느끼지 못하고 동등한 인간으로 인식하게 된다. 따라서 이 시기부터 교사는 조언자, 가이드의 역할을 담당하게 된다.

### 8년 담임제
발도르프 학교에서는 1학년 입학 후 8년까지 같은 교사가 담임을 맡아 주요 교과목을 가르친다. 8년이라는 기간을 설정하게 된 것은 학생의 발달 주기를 고려한 결과다. 슈타이너는 8년 정도를 발달의 주기로 보았기 때문에 이 시기를 학년으로 나누지 않았다. 또, 발달 단계상 특징도 8년 담임제와 관련이 깊다. 발달 단계상으로 이 시기는 유아기에서 사춘기에 해당된다. 유아기에는 모방을 통해 모든 것을 배우고, 아동기에는 권위를 느낀다. 8년이라는 기간동안 교사가 아이들을 관찰하기 때문에 연속성이 보장되고, 아이들은 교사와의 안정적이고 지속적인 유대 관계 형성을 통해 권위를 학습할 수 있다.
발도르프 교육에서 교사는 학생에게 지식을 전달할 뿐만 아니라 관찰자이기도 하다. 학생들을 8년 동안 지켜보면서 그들의 성장과 발달을 면밀하게 살펴볼 수 있다. 개별 학생에 대해 관심을 더 많이 가져줄 수 있다는 점에서 8년 담임제는 긍정적이다. 일부 경우 학생과 교사 사이에 유대관계가 형성되지 않거나, 불미스러운 일이 발생하는 경우에는 선생님이 교체되지만 발도르프 교육에서는 선생님이 바뀌는 것을 최소화하고자 한다.

### 에포크 수업(Epochen Unterricht)
주기집중수업이라고도 불리는 에포크 수업은 동일한 과목을 매일 2시간 정도 3~6주에 걸쳐 집중적으로 공부하는 발도르프 학교만의 특별한 수업 방식이다. 대개 언어(외국어)와 예술 교과목을 제외한 수학, 역사, 지리, 과학 등 주요과목 전체에 걸쳐 이루어지고, 특정 과목을 선정하여 매일 오전 첫 수업으로 공부한다. 에포크 수업을 오전에 시행하는 이유는 아이들의 체내 리듬을 고려한 것인데, 오전 8시부터 10시 사이의 집중력이 매우 높기 때문에 아침 첫 수업으로 100분 동안 진행한다.
에포크 수업은 아침을 여는 활동으로 시작되어 촛불밝히기, 시낭송, 노래와 연주, 간단한 오이리트미나 체조 등을 약 30분 동안 진행하고, 지난 수업에 대한 복습과 본시 수업의 순서로 이뤄진다. 아침을 여는 활동은 수면상태인 학생들의 감각을 일깨워 ‘주의(깨어 있음)’상태로 자연스럽게 만든다. 이런 방식으로 학생들은 한 과목을 3~6주동안 학습하며, 한 과목의 에포크 수업이 끝나면 다른 과목을 선택해 같은 방식으로 수업이 이뤄지고, 한 번 배웠던 과목의 주기가 돌아오면 다시 그 과목의 주기수업이 진행된다.
3~6주 정도의 시기 동안 한 교과를 집중적으로 배우기 때문에 수업에 대한 몰입도를 높일 수 있다는 장점이 있다. 또한 주기가 반복되기 때문에 몰입 수업의 효과를 극대화 할 수 있다. 한 과목의 에포크 수업이 끝나면 타 교과의 에포크 수업이 진행되는데, 이 과정에서 학생들은 배웠던 내용을 잊게 된다. 그러나 완전히 망각하는 상태에 이르지는 않는다. 학생들은 반복을 통해서 이렇게 내면화되어 있던 내용을 기억해내고, 조합하는 과정을 거치면서 완전한 지식의 형태를 갖춰간다. 즉, 망각하는 것도 학습의 한 과정으로 보는 것이다.

### 오이리트미(Eurythmy)
발도르프 교육의 가장 큰 특징이기도 한 오이리트미는 그리스어로 '좋은, 조화로운'이라는 듯의 eu와 '리듬'을 의미하는 rhythm이 결합된 말이다. 다른 말로 '유리드미'라고도 불린다. 오이리트미는 내면의 소리를 몸으로 나타내는 것으로, ‘보이는 대화’, ‘보이는 노래’ 또는 몸으로 해석된 대화와 노래 등으로 일컬어진다. 오이리트미는 일반 무용과 달리 심리적, 영혼적, 정신적 기능을 강조한다. 인간의 정신-영혼-육체 3가지를 조화롭게 결합시키며 인간과 공간, 인간과 우주의 관계까지도 고려하기 때문이다. 슈타이너는 오이리트미를 인간의 호흡, 혈액 순환과 연관된 인간의 질적이고 내적인 활동과 관련되어있다고 보았다.
오이리트미는 전 학년의 필수과목이다. 편안하게 움직일 수 있게 만들어진 단색의 오이리트미 의상과 실내화를 착용하고 연주에 따라 몸을 움직인다. 오이리트미 또한 학생의 발달과 성장을 고려하여 수준이 점차 복잡해진다. 저학년 학생들은 간단한 움직임으로 구성된 오이리트미를, 고학년 학생들은 시, 드라마 등의 내용으로 구성된 오이리트미를 표현한다.
오이리트미는 학생들의 인지적, 정의적 영역에 있어서 도움을 준다. 시, 드라마, 알파벳 등의 요소를 몸으로 표현해내면서 창의력이 신장될 뿐만 아니라 사회성도 향상된다. 공동 작업을 통해 이뤄지는 것이기 때문에 학생들은 오이리트미를 통해 사회성을 학습한다. 전체적인 조화를 이루는 것이 중요하기 때문에 나 자신 뿐만 아니라 다른 학생들의 움직임에도 관심을 갖기 때문이다. 개인과 전체의 조화를 추구하여 학생들은 협동하는 방법을 학습하고, 서로간의 유대감도 키워나간다.

### 교과서
발도르프 교육에서 저학년의 경우에는 정해진 교과서가 없다. 교과서를 통한 수업은 학생들의 창의성을 일부 제한하고 교사가 같은 내용일지라도 수업을 새롭게 구성하는 데 방해가 되기 때문이다. 교사의 끊임없는 연구가 바탕이 되어 같은 내용을 가르치더라도 학생들의 발달 단계, 수준 등을 고려하여 다양한 방식으로 수업을 이끌어나간다. 때로는 에포크 수업 때 학생들 개개인이 작성한 노트가 교과서가 되기도 한다.

### 성적표
발도르프 교육은 개별 학생의 성장을 추구한다. 따라서 학생들을 일정한 평가 방법에 의해 줄 세우는 것이 아니라 각 학생들이 수업을 통해서 성취한 내용을 성적표에 기재한다. 특히 1-8학년까지는 8년 담임제가 이루어지기 때문에 학생들의 학습적 성취, 발달 사항, 재능 등이 보다 세부적으로 성적표에 기재된다. 9학년부터는 전공 선생님들의 평가를 받는다. 결론적으로, 발도르프 교육에서 성적표는 학생들의 발전을 돕기 위한 가이드라인이다. 이 성적표는 1년에 한 번 배부된다.

### 졸업시험
발도르프 교육은 각 국가에서 시행하는 고등학교 졸업 시험과 별개로 졸업 시험제도를 두고 있다. 발도르프 교육에서 운영하는 1-12학년까지의 프로그램을 기존 교육 평가 시스템으로 판단할 수 없기 때문에 발도르프 교육에 알맞은 고유의 시험을 마련하고 있는 것이다. 앞서 성적표 부분에서 언급한 바와 같이 발도르프 교육에서는 선별적 평가를 시행하지 않는다. 대신 학생이 어떤 방향으로 나아갈 수 있는지 가이드라인을 제시해준다. 졸업시험도 마찬가지로 고등학교 졸업 이후 학생들의 지향점을 제시하는데, 각 학교에서 시행하는 졸업시험의 형태는 다양하다. 이 시험은 일반적으로 특정한 주제에 대해 서술하는 ‘필기시험’, 배우지 않은 텍스트를 이해하고 자기 표현으로 바꾸는 ‘이해력 시험’, 마지막 학년 1년 동안 교사와 함께 다양한 방법으로 준비하는 ‘졸업논문’, 그리고 전교생 앞에서 이루어지는 ‘졸업논문 발표’로 이루어진다.

### 자치행정
발도르프 학교에는 교장이 없고 교사들의 자치 행정에 의해 학교가 운영된다. 이 또한 슈타이너의 '삼중적 사회질서(사회 삼원화)'와 관련된 사항이다. 사회 삼원화에 입각하여 학교를 살펴보면, 교사는 학교에 속하지만 각 교사들은 독자적으로 행동한다. 즉, 창의적인 학생들을 육성하기 위해서는 교사 또한 틀에 박혀있어서는 안되며 이를 위해서는 다양한 선택권 및 자유가 보장되어야 한다. 따라서, 교장 없이 교사들의 회의에서 민주적으로 의사를 결정한다. 매주 열리는 전체 회의를 통해서 수업과 관련한 정보를 주고받기도 하고, 학교 행정 제반에 관련된 사항들을 결정하기도 한다. 그리고, 교사들은 학교 운영과 관련된 사항들을 학부모와 적극적으로 상의한다. 학부모 역시 학교 행사에 참여하고 학교와 관련한 사항에 협조 및 협력한다. 여기에 학생들도 빠질 수 없는데, 이렇게 교사-학생-학부모가 긴밀하게 연결되어 ‘교육 가족’을 구성하고, 이들이 발도르프 학교를 이끌어나간다. 요약하자면, 교육행정적인 측면에서 발도르프 학교는 상호의존적인 주체들의 합의에 의해 민주적이고 자치적으로 운영되는 형태의 학교라 할 수 있다.

## 발달적 접근
발도르프 교육의 구조는 루돌프 슈타이너에 의해 만들어진 아동기 발달의 이론을 따르는데, 각각의 세 발달 시기들 혹은 “기간들epochs” 동안에 다른 학습 전략들을 사용해서 말이다: 초기 아동기의, 일차적, 그리고 이차적 교육. 슈타이너는 각각의 단계가 약 칠년 동안 지속된다고 믿었다. 그것들의 영적인 토대를 제외하면, 슈타이너의 칠년의 단계들은 상당히 비슷한데 장 피아제에 의해 이후에 주장된 것들과 그리고 또한 코메니우스와 페스탈로치에 의해 이전에 주장된 이론들과 말이다. 이 접근법의 명시된 목적은 깨우는 것인데 “신체적, 행동적, 감정적, 인지적, 사회적, 그리고 영적인” 각각의 학생의 측면들을 말이다.

### 초기 아동기
발도르프 교수법에서, 나이 적은 아이들은 가장 잘 배우는데 실용적 활동들에 대한 자신을 의식하지 않는 모방에의 몰입을 통해서 말이다. 초기의 아동기 교육과정은 경험의 교육과 상상의 놀이에 중점을 둔다. 교육과정의 전체적 목적은 “세상이 좋다는 감각으로 아이를 충만하”게 하는 것이다. 
발도르프 보육학교들preschools은 다음의 것들을 포함하는 규칙적인 매일의 일상을 채택하는데 그것들은 자유 놀이, 예술 활동(예를 들어 그리기, 색칠하기 혹은 공예modeling), 동아리 시간(노래, 놀이, 그리고 이야기), 야외 휴식, 그리고 실용적 과제들(예를 들어 요리, 청소, 그리고 정원 가꾸기)인데, 박자의rhythmic 변주와 함께 말이다. 박자와 반복적인 형태들이 인지학에서 중요시되고 영적인 의미를 가진다고 믿어진다. 교실은 의도적으로 집을 모방하는데, 단순하고, 자연적인 물건들로부터 흔하게 얻어진 도구와 장난감들을 가지고서인데 그것들 자체들을 상상적 놀이에 활용한다. 자연적 물건들의 사용은 주목받아왔는데 아이들의 미적인 욕구를 충족하는 것으로서 그리고 자연과의 연결을 강화하는 것으로서인데, 비록 몇몇 학자들이 자연의, 비가공의 물건에 대한 선호가 정말로 “21세기 아이들의 욕구에 대한 근거 있는 고려assessment”인지, “19세기 산업화의 비인간화 측면에 반대하는 반작용”이라기 보다는 그러한지 의문을 제기해왔지만 말이다. 
보육학교와 유치원 과정들이 다양한 전통들로부터 들어온 계절에 따른 축제들을 일반적으로 포함하는데, 주위의 공동체로부터 들어온 전통들에 주의를 기울이면서 말이다. 서반구의 발도르프 학교들은 전통적으로 기독교 축제들을 열어 왔는데, 비록 어떤 자료가 일부의 북미 발도르프 학교들이 또한 유대교의 기념일을 포함한다고 나타내지만 말이다. 
발도르프 유치원과 저학년들은 일반적으로 학생들의 사용을 제한하는데 텔레비전과 컴퓨터와 같은 전자 매체의 사용 말이다. 이것에 대해서 다양한 이유들이 있다: 발도르프 교육자들은 믿는데 이것들의 사용은 어린 아이들의 발달에 따른 욕구들과 불일치한다고, 매체 사용자들은 신체적으로 수동적일 수 있다고, 그리고 적절하지 않거나 바람직하지 않은 내용을 포함하는 것으로 그리고 상상력을 저해하는 것으로 매체는 보여질 수도 있다고 말이다. 

### 초등교육
발도르프 교육자들은 읽기를 배우기 위한 준비도는 성격, 기질, 습관, 그리고 기억의 늘어난 독립성에 좌우된다고 생각하는데, 그것의 표지자들 중 하나는 유치乳齒의 없어짐이다. 읽기, 쓰기에서의 공식적 가르침은 그리고 다른 학업들은 그러므로 학생들이 초등학교에 들어갈 때까지 이루어지지 않는데, 학생들이 약 7세의 나이일 때 말이다. 슈타이너는 믿었는데 추상적인 지적 활동에 어린 아이들을 너무 일찍 노출시키는 것은 그들의 성장과 발달에 부정적으로 영향을 미칠 것이라고 말이다. 
발도르프 초등학교들(7–14세)은 아이들의 감정적 순환life과 상상력을 활성화하는 것을 강조한다. 학생들이 과목 내용과 더 깊게 연결될 수 있도록 하기 위해서, 학업 지도는 예술 활동을 통해 제시되는데 이야기 말하기, 시각 예술, 역할극, 율동, 음악, 그리고 공예를 포함하는 활동 말이다. 핵심 교육과정은 다음을 포함하는데 언어 기술, 신화, 역사, 지리학, 지질학, 대수학, 기하학, 생물, 지구과학, 물리, 화학, 그리고 영양학이다. 학교 생활은 보통 한 시간 반에서 두 시간의, 인지적으로 중점을 둔 학업, 또는 “주요 수업”으로 시작하는데, 한달의 기간에 걸친 하나의 주제에 중점을 둔 수업 말이다. 이것은 전형적으로 입문적 활동들로 시작하는데 노래하기, 기악, 그리고 시의 암송을 포함할 수도 있는 활동들인데, 학교 생활의 시작을 위해 루돌프 슈타이너에 의해 쓰여진 시구를 보통 포함하는 시 말이다. 표준화된 교과서에 구애를 거의 받지 않는다. 
발도르프 초등 교육은 학습의 속도에서의 개인의 다양성들에 대해서 허용하는데, 한 아이가 그 남자나 그 여자가 준비되었을 때 개념을 파악하거나 기술을 습득할 것이라는 기대치에 토대해서 말이다. 협동은 경쟁을 넘어 우선순위를 차지한다. 이런 접근법은 또한 신체 교육까지 확장하는데; 경쟁적 모둠 운동경기들은 고학년까지 도입되지 않는다. 
각각의 학급은 모든 초등학교를 아울러서 모둠으로 함께 지내는데, 가족과 유사한 사회적 집단으로 발달하면서 말이다. 초등학교 기간에, 담임교사core teacher는 기초적인 학문 과목들을 가르친다. 이 교사의 주요 역할은 지지적인 역할 모형을 개인적 예시를 통해서 그리고 다양한 문화들로부터 전해진 이야기들을 통해서 제시하는 것인데,  “창조적인, 애정 있는 권한”을 행사함으로써 교육하면서 말이다. 교과 교사들은 보통 여러해에 걸쳐서 한 집단을 가르치는 것으로 기대되는데, 순환으로 알려진 방식이다. 첫 학년에서 시작해서, 특성화된 교사들이 많은 과목들을 가르치는데, 음악, 공예, 율동, 그리고 이중complementary 언어 가족들로부터의 두 가지 언어들(영어가 모국어인 나라들에서 이것들은 전형적으로 독일어이고 스페인어나 프랑스어 중 하나이다)을 포함해서 말이다. 
교과 교사들이 개인 조력자들로서, “학생들과 지속적인 관계들”을 만들면서 가치있는 역할을 맡지만, 같은 교사가 중학교로 이어질 때의  문제들을 울리히는 기록했다. 질문에의 그리고 자주성에의 학생들 열망을 제한하는 어떤 권력자의 위험이라도 있다는 것을 주장하면서, 많은 학교들을 그는 언급했는데 담임 교사가 6년 동안만 그 학급과 함께하고, 그 후에 전공 교과 교사들이 더 큰 역할을 하는 학교 말이다. 

#### 사상체질
슈타이너는 아이들의 인지적, 감정적, 그리고 행동적 발달을 서로 연결된 것으로 간주했다. 발도르프 학교의 학생들이 모둠을 만들 때, 그것은 보통 학업 능력에의 중점을 두는 것에 의한 것이 아니다. 대신에, 슈타이너는 유사과학적인 원시-심리학적인 사상체질–우울질, 다혈질, 점액질, 그리고 담즙질이라는 개념을 적용했다. 슈타이너는 가르침은 차별화되어야 한다고 주장했는데 이런 “유형들”이 나타내는 다양한 욕구들을 충족시키기 위해서 말이다. 예를 들어, 인지학자들은 믿는데 “담즙질은 위험 감수자들이고, 점액질은 일들을 차분하게 받아들이고, 우울질은 민감하거나 내성적이고, 그리고 다혈질은 일들을 가볍게 받아들인다”고 말이다. 슈타이너는 또한 다음의 것들을 믿었는데 그것은 교사들이 그들 자신의 체질을 고려해야 하고 교실에서 능동적으로 그것과 조율할 준비가 되어야 한다는 것, 체질은 아이들 안에서 발현한다는 것, 그리고 대부분의 사람들은 순수한 하나의 유형보다는 체질들의 조합을 나타낸다는 것이다. 어떤 증거도 존재하지 않는데 그런 “성격 유형들”이 시간이나 상황에 걸쳐서 한 개인에서 지속적이라는 증거, 또한 그런 “유형들”이 더 효과적인 교육을 제공함에 있어서 쓸모있다는 증거 말이다. 
오늘날, 발도르프 교사들은 이런 유사과학적 “체질들”과 조율할 수도 있는데 각각의 학생들에 대한 교수를 설계하기 위해서 말이다. 자리 배치와 학급 활동들은 학생들의 추측된 체질들을 고려할 수도 있지만 이것은 보통 부모, 학생들, 혹은 관찰자들에게 알려지지 않는다.

### 중등 교육
대부분의 발도르프 학교들에서, 학생들은 그들이 14살일 때 중등 교육에 들어간다. 중등 교육은 각각의 과목에 대한 전공 교사들에 의해서 제공된다. 교육과정은 촉발할 것으로 기대되는데 학생들의 지적 이해를, 자율적 판단을, 그리고 윤리 의식을 말이다. 
세번째 발달 단계(14세 이상)에서, 아이들은 그들 자신의 생각과 판단을 통해서 배운다고 기대된다. 학생들은 추상적 사물을 이해하도록 요구되고 충분한 기초와 성숙도를 가지도록 기대되는데 그들 자신의 판단을 사용해서 결론들을 만들기 위해서 말이다. 
전체적인 목표들은 나이 적은 사람들에게 기초를 제공하는 것인데 그 위에서 자유로운, 도덕적으로 책임감 있는, 그리고 창조적인 존재로 발달하기 위해서 말이다. 어떠한 독립적인 연구들도 발표되지 않아왔는데 발도르프 교육이 이런 목표들을 어떤 다른 접근보다 더 많이 성취하는지 아닌지에 대해서 말이다.  

## 교육적 이론과 실행
발도르프 접근의 철학적 토대인, 인지학은, 그것의 기본적 교육 목표들을 강조한다: 자유로운 인간이 되게끔 아이들을 촉발하는 교육을 제공하는 것, 그리고 이전의 영적 존재로부터 가져와진 그들의 “감춰진 영적 정체성”을 구체화하도록 아이들을 촉발하는 것. 교육 연구자 마틴 애슐리는 주장하는데 후자의 역할은 주립 학교들에서 비종교신자인 교사들과 부모들에게 곤란할 것이라고, 그리고 아이들과 교육 두가지의 영적 토대에 대한 헌신은 비종교적 시각에 중점을 두는 몇몇에게 곤란해왔다고 말이다. 
인지학이 교육과정 설계, 교육적 접근, 그리고 조직 구조를 강조하는 반면에, 그것은 학교 교육과정 안에서 명시적으로 가르쳐지지 않고 연구들은 발도르프 학생들은 그것에 대한 인식을 거의 가지고 있지 않다고 밝혀왔다. 긴장들이 발도르프 공동체 안에서 나타날 수도 있는데 슈타이너의 기존 의도들에의 일치와 교육의 새로운 방향들에의 개방 사이에서인데 해석과 평가의 새로운 기술이나 현대적 방식의 통합과 같은 방향 말이다. 
발도르프 학교들은 자주 놀라운 건축을 포함하는데, 다양한 각도들(직각으로만이 아니라)로 만나는 벽들을 도입하면서 말이다. 그 벽들은 자주 라주어lazure 기법으로, 자주 옅은 색들로 칠해지고, 질감이 있는 표면들을 포함한다. 

### 평가
학교들은 기본적으로 보고서들을 통해서 학생들을 평가하는데 개인 학업 향상과 개인 발달에 대한 보고서 말이다. 중점은 정성적 서술을 통한 특성화에 두어진다. 학생들의 향상은 평가되는데 수업 구획들blocks에서의 자료 수집 활동을 그리고 교사 강연회에서의 학생들의 토론을 통해서 말이다. 표준화된 시험들은 드문데, 중등 교육 시기에 치러지는 대학 입학을 위해 필수적인 시험들을 제외하고 말이다. 문자 점수는 보통 주어지지 않는데 학생들이 고등학교에 들어갈 때까지 말이다. 학생들은 보통 요구되지 않는데 초등이나 중등 교육의 기간을 반복하도록 말이다. 

### 교육과정
발도르프 학교들이 규정된 교육과정을 따르도록 (주어진 사법영역jurisdiction에서 법에 의해 요구되는 것을 넘어서) 요구받지 않는 자율적인 기관들이지만 발도르프 교육과정을 위해 광범위하게 동의되는 지침들이 있다. 
주요 교과목들이 도입되는데 수주일에 걸쳐서 지속하는 두시간짜리 아침 수업 구획들을 통해서 말이다. 이런 구획들은 각 학년 수준에 수평적으로 통합되어서 구획의 주제가 많은 교실 활동들로 융화될 것이고 수직적으로 통합되어서 각 과목은 더 복잡하게 다시 다루어질 것인데 학생들이 그들의 기술, 추론 능력 그리고 개인적 자기감을 발달시킴에 따라서 말이다. 이것은 나선형 교육과정으로 설명되어 왔다. 
주류 학교들의 핵심 부분들로 여겨지지 않는 많은 과목들과 기술들은 미술, 음악, 원예, 그리고 신화와 같은 그것들은, 발도르프 교육에 핵심적이다. 학생들은 다양한 순수 그리고 실용 미술을 배운다. 초등 학생들은 색칠하고, 그림을 그리고, 조각하고, 편물을 뜨개질하고, 직물을 뜨개질하고, 그리고 코바느질한다. 더 나이 많은 학생들은 이런 경험들에 토대하여 성장하고 새로운 기술들을 배우는데 무늬-만들기와 재봉질, 나무와 돌 조각하기, 금속 공예, 책-묶기, 그리고 인형이나 꼭두각시 만들기와 같은 기술들 말이다. 
음악 지도는 시작하는데 초기 아동기에 노래하는 것 그리고 고등학교를 통하여 지속하는 것으로 말이다. 학생들은 또한 보통 오음계 플룻, 리코더 그리고/혹은 리라를 연주하는 것을 배우는데 초기 초등학년들에서 말이다. 9세 즈음에, 온음계 리코더와 관현 악기들이 도입된다. 
특정 과목들은 발도르프 학교들에 대체적으로 독자적이다. 이것들 사이에 가장 두드러진 것은 율동, 보통 구술되는 글이나 음악을 동반하는 움직임 예술인데 그것은 역할극과 춤의 요소들을 포함한다. 비록 다른 교육적 상황들에서 발견되지만, 요리, 농사, 그리고 환경의 그리고 야외의 교육이 발도르프 교육과정 안으로 핵심적으로 통합된다. 다른 차이들은 포함한다: 운동경기 지도와 반대로 더 나이 적은 시기에 비경쟁의 놀이와 자유로운 활동; 초등학교의 초기부터 2개 외국어 지도; 그리고 과학에의 경험적-현상학적 접근. 이 방식에서, 학생들은 관찰하고 그들 자신의 글과 그림으로 과학적 개념들을 묘사하는데 교과서를 통해서 처음으로 그 생각들을 만나는 것보다는 말이다. 

#### 과학
현대의 발도르프 학교들의 과학적 방법론은 과학 교육에 이른바 “현상학적 접근”을 사용하는데 질문 중심의 학습이라는 방법론을 채택하는 과학 교육에 학생들 안의 “흥미와 관찰하는 능력을 강화하는데” 목표를 두는 학습 말이다. 
전문가들은 이런 현상학적 접근의 효과quality을 의문시해왔는데 만약에 과학적 사실의 기본적 원리에 대해 발도르프 학생들을 그것이 교육시키는데 실패한다면 말이다. 발도르프 접근법은 학생들을 성장시킨다고 전해지는데 과학에서 “높은 동기”를 가지지만 “보통의 성취”로 말이다. ‘새크라멘토의 캘리포니아 주립 대학’ 연구자들에 의해 수행된 한 연구는 발도르프 교육과정의 전반에 걸친 많은 이론들과 생각들의 윤곽을 잡았는데 독자적으로 유사과학적이었던 그리고 주술적 사고의 경향을 가졌던 교육과정 말이다. 이것들은 다음의 생각들을 포함했는데 그것은 동물들은 인간들로부터 파생되었다는 것, “다양한 동물 형태들로 그들 자신들을 나타냈던 영혼 특성들qualities”로 인간 정신들이 육체적으로 체화된다는 것, 지구의 현재의 지리적 형태가 이른바 “레무리아의” 그리고 “아틀란티스의” 시기를 통해서 진화해왔다는 것, 그리고 자연의 네개의 왕국들이 “광물, 식물, 동물, 그리고 인간”이라는 것이다. 이것들 모두는 주류 과학 지식에 의해 정면으로 반박되고 고전적인 과학의 어떤 형태에도 토대하지 않는다. 발도르프  교과서에서 발견된 모순적 개념들은 현대 공립 학교 교과서에서 종종 발견되는 사실적 부정확함과 다른데, 후자의 부정확함들은 과학의 발전에서 기인한 특수하고 미시적 성질의 것이기 때문이다. 발도르프 교과서에 나타나는 부정확함은, 하지만, 추론이나 논리에 어떠한 견고한 토대도 가지지 않는 사고 방식의 결과이다. 이런 비과학적 토대는 발도르프 교육에 대한 체계적 실용 연구의 희박함 때문에 비판되어왔는데 학문 연구자들이 발도르프 학교들에 대한 연구들에 관련되는 것에 그것이 그들의 미래 경력을 위험하게 할까 주저함에 따라서 말이다. 
스웨덴의 부모는 1990년에 책을 썼는데 발도르프 학교들은 구약성경의 역사적 정확성에 의문을 제기하도록 허용하지 않는다고 발표하는 책 말이다. 
과학 교육과정에 대한 한 연구는 한 모둠의 미국 발도르프 학교 학생들을 세가지의 다른 실험 변인들에 대해서 미국 공립 학교 학생들과 비교했다. 두가지 실험들은 발화적 및 비발화적 논리 추론을 측정했고 세번째는 국제적인 팀즈(수학·과학 성취도 추이변화 국제비교 연구Trends in International Mathematics and Science Study) 실험이었다. 팀즈 시험은 자기장에 대한 과학적 이해를 포함했다. 연구자들은 팀즈 시험에서 공립 학교 학생들과 국가 평균 두가지보다 발도르프 학교 학생들이 더 높은 점수를 기록했다는 것을 발견했는데 논리 추론 시험에서 공립 학교 학생들과 같은 점수를 기록한 반면에 말이다. 논리 추론 시험들이 부분-전체의 관계들에 대한 학생들의 이해를 측정할 때, 발도르프 학생들은 또한 다른 공립 학교 학생들을 능가했다. 그 연구의 발표자들은 과학에 대한 발도르프 학생들의 열정을 나타냈지만, 과학 교육과정을 “다소 유행에 맞지 않고 오래되었을 뿐만 아니라, 약간 의문스러운 과학적 자료를 포함하는 것”으로 보았다. 
2008년에, 스톡홀름 대학교는 그것의 발도르프 교사 양성 과정들을 없앴다. 발표문에서, 대학교는 “과정들이 충분한 과목 이론을 포함하지 않았고 포함된 과목 이론의 대부분이 어떤 과학적 토대에서도 발견되지 않는다”고 말했다. 학장, 스테판 노르들룬드는, “얽힌 것보다 더 나쁜 과학적 부정확함들을 전하는 내용을 그 교육과정은 포함한다; 그것들은 아주 위험하다”고 말했다.

#### 정보 기술
왜냐하면 나이 적은 아이들의 학습과 성장을 위한 핵심적 토대로 인간 상호작용을 그것들이 보기 때문에, 발도르프 학교들은 나이 적은 십대 시절의 아이들에게 처음으로 유용한 것으로 컴퓨터들을 보는데, 그들이 “실용적 실험들과 책들과 같은, 정보 발견하기와 학습하기의 기본적인, 오래-지속된 방식들”을 숙달하기를 마친 이후에 말이다. 
영국에서, 발도르프 학교들은 ‘영국 교육부(디에프이)’에 의해 재량의 권한을 받는데 ‘기초 단계’ 교육(3–5세)의 일부로 아이시티를 가르치는 의무로부터 말이다.
발도르프 학교들은 미국의 기술 분야에서 일하는 일부 부모들에게 인기있어 왔는데 가장 최신의 기술 회사들의 일부에서 온 그들을 포함해서 말이다. 한 학교에서 온 기술적으로 중점을 두는 부모들의 상당수는 그들의 믿음을 표현했는데 나이 적은 학생들은 컴퓨터들과 기술에의 노출을 필요로 하지 않고, 교육의 창조적 측면들에서 이득을 얻는다고 말이다; 한 구글 관리자는 “당신이 문법 학교에서 기술 도움들을 필요로 한다는 개념을 나는 원칙적으로 반대한다.”고 말한 것으로 전해졌다. 

### 영성
광범위한 종교 전통들에 대해 아이들을 교육시키는 것에 발도르프 교육은 목표를 두는데 어떤 한가지 전통이라도 더 좋아하지 않고 말이다. 슈타이너의 기본 목표들 중 하나는 모든 배경들로부터 온 영적이지만 비종파적인 아이들을 위한 환경을 만드는 것이었는데 아이들의 창조력과 도덕적 상상력을 발달시키는 것에 있어서 광범위한 문학과 역사적 전통들로부터 도입된 역할 모형들의 가치를 인식하는 환경 말이다. 슈타이너에게, 교육은 인간의 신과의 연결성을 강화하는 그리고 그러므로 내재적으로 종교적인 활동이었다. 
발도르프 학교들은 역사적으로 “기독교인에 토대를 두었고 유신론적으로 지향되”었는데, 그것들이 다양한 문화적 환경들로 확장될 때 그것들은 “정말로 다원주의적 영성”에 조화를 이루고 있다. 발도르프 이론들과 실제들은 그것들의 유럽적이고 기독교적인 뿌리들로부터 자주 변화되는데 지역 공동체의 역사적이고 문화적인 전통들을 충족시키기 위해서 말이다. 예시들은 이스라엘과 일본, 이들의 문화들로부터 들어온 축제들을 진행하는 두 나라의 발도르프 학교들을, 그리고 아프리카계 미국인과 미국 원주민의 전통들을 도입해온, 밀워키 도시 발도르프 학교의 수업들을 포함한다. 
종교 수업들은 미국 발도르프 학교들로부터 전형적으로 제외되지만, 일부 독일 연방주들에서 필수적인데, 그것들은 각각의 믿어지는 종교로 정체성을 가지는 교사들로 하여금 통합종교적nondenominational 예배와 더불어 그런 수업들을 가르치도록 요구한다. 영국에서, 공립 발도르프 학교들은 “신앙학교”로 범주화되지 않는다.

### 교사 교육
발도르프 교사 교육 내용들은 다음의 것들에 관한 과정들을 제공하는데 그것은 아동 발달, 발도르프 교수 방법론, 미래 교사들의 선택된 전공에 적합한 학과목들, 그리고 교육학 서적들 그리고 슈타이너에 의한 다른 연구들이다. 유치원과 초등학교 교사들을 위해서, 양성과정은 많은 예술 활동을 포함하는데 발표하기, 율동, 그림그리기, 음악 그리고 만들기에 대한 활동 말이다. 
발도르프 교사 교육은 “통합적이고 핵심적인 요소”로서의 사회–정서적 발달을 포함하는데, 그것은 교사 양성에 있어서 흔하지 않다. 2010년 연구는 발도르프 교사 양성 과정들 중 고급 기간에 있는 학생들은 공감의 세 측면들에서 비발도르프 교사 양성 과정에 있는 학생들보다 상당히 더 높은 점수를 기록했음을 발견했다: 조망 수용, 공감적 관심, 그리고 상상력.

## 운영

### 자율적인 학교들
발도르프 교육의 핵심적 전제들 중 하나는 모든 교육적이고 문화적 기관들은 자치해야 하고 학교 안에서 상당한 정도의 창조적 주체성을 교사들에게 주어야 한다는 것이다; 이것은 자유로운 개인들의 발달에 중점을 두는 교육에의 전인적 접근은 이런 같은 원리들을 나타내는 학교 형태에 토대할 때 오직 성공적일 수 있다는 믿음에 토대한다. 
대부분의 발도르프 학교들은 교장이나 수석 교사에 의해서가 아니라 많은 집단들에 의해서 운영되는데, 포함한다: 
- '교사회’인데, 그들은 보통 합의의 원칙으로, 교육적 사안들에 대해 결정한다. 이 집단은 보통 상근직 교사들에게 열려있는데 미리 정해진 기간동안 학교에 재직해왔던 교사들 말이다. 각각의 학교는 그것의 접근에 있어서 그것에 따라서 독자적인데, 그것이 교사회의 결정들에 토대해서 독자적으로 행동할 수도 있음에 따라서인데 학교에 그리고 그것의 학생들에 관련된 정책이나 다른 행동들을 정하기 위해서 말이다.

- ‘이사회’, 그들은 운영 사안들에 대해 결정하는데, 특히 학교 예산들과 법적 사안들과 관련한 것들인데, 전략적 계획들과 핵심 정책들을 형성하는 것을 포함해서 말이다.

발도르프 교육을 위한 조율 기구들이 있는데 국내의 (예를 들어 ’북미 발도르프 학교 연합’과 ‘영국 및 아일랜드 슈타이너 발도르프 학교들 연대’) 그리고 국제의 수준 (예를 들어 ‘국제 발도르프 교육 연합’과 ‘슈타이너 발도르프 교육 유럽 협회(이시에스더블유이)’) 둘모두에서 말이다. 이 단체들은 “발도르프”와 “슈타이너 학교”라는 등록된 이름들의 사용을 승인하고 자주 지역 재량 학교 연합들과 협력하여, 권한들을 부여한다.

### 주정부 예산을 받는 학교들
자율 학교들은 대부분의 유럽에서 완전하거나 부분적인 예산을 받는데 특히 북부와 동부 유럽에서 말이다. 스웨덴, 핀란드, 네덜란드, 그리고 슬로바키아는 자율 학교들의 예산의 90% 이상을 지원하는 반면에 슬로베니아, 독일, 벨기에, 룩셈부르크, 아일랜드, 헝가리, 에스토니아, 체코, 덴마크, 스페인, 그리고 포르투갈은 자율 학교들의 예산의 반 이상을 지원한다. 이 지역의 바깥에 있는 나라들에서, 자율 학교들을 위한 예산 지원은 폭넓게 다양하다.

### 재택 교육
발도르프에 영향을 받은 재택 학교들은 전형적으로 그것들의 교육내용 정보를 얻는데 비공식적인 부모 집단들을 통해서, 온라인으로, 혹은 교육과정을 구입함으로써 말이다. 발도르프 재택 교육 집단들은 자율 학교들을 대표하는, ‘북미 발도르프 학교들 연대’에 속하지 않고 얼마나 많은 재택 학교들이 발도르프에 영향을 받은 교육과정을 사용하는지는 알려져 있지 않다. 
교육학자 산드라 치스톨리니는 부모들이 그들의 아이들에게 발도르프에 영향을 받은 재택 교육을 제공한다고 주장하는데 왜냐하면 “일부 아이들이 학교에서 느끼는 절망과 지루함은 유년기의 욕구들에의 그리고 자료와 실제 세상 간의 연결들에의 지속적인 집중으로 제거되고 대체되기” 때문이라고 말이다.

## 지역적 차이들
영어 사용 국가들에 있는 일부 발도르프 학교들은 부모들 사이의 백신 거부 때문에 반대에 직면해왔다. 2011년 언론 기사에서, 발도르프 학교들은 위험 인자로 지목되었는데 홍역 백신 접종 사업들에의 비협조 때문에 말이다. 
다른 논란들은 중점을 두어왔는데 발도르프 학교들의 교육적 기준들에 그리고 일부 슈타이너의 이론들의 주술적이고 고전적인 성질에 말이다.

### 미국
첫번째 미국 발도르프에 영향을 받은 공립 학교, 캘리포니아의 유바 강 차터 학교가, 1994년에 문을 열었다. 발도르프 공립 학교 운동이 현재 빠르게 확장하고 있다; 2010년에, 미국에 12개의 발도르프에 영향을 받은 공립 학교들이 있었던 반면에, 2018년까지 53개의 그런 학교들이 있었다. 
미국에 있는 대부분의 발도르프에 영향을 받은 학교들은 초등학교들인데 자석magnet이나 차터 학교들 중 하나로 만들어졌다. 첫번째 발도르프에 영향을 받은 고등학교는 2008년에 시작되었는데 ’빌 & 멀린다 게이츠 재단’으로부터의 지원으로 말이다. 이들 학교들은 자율 학교들로서 비슷한 성장 접근법을 따르는 반면에, 발도르프에 영향을 받은 학교들은 표준화된 시험들에 대해 성취를 보여야 하는데 공적 예산을 계속해서 받기 위해서 말이다. 표준화된 시험 성적들에 대한 연구들은 나타내는데 발도르프에 영향을 받은 학교들의 학생들은 초기 학년들의 그들의 친구들보다 낮은 성적을 받는 그리고 중학교에 가면 그들의 친구들을 따라잡거나 뛰어넘는 경향이 있다고 말이다. 한 연구는 나타났는데 발도르프에 영향을 받은 학교들의 학생들은 더 적게 텔레비전을 본다고 창조적 활동들에 몰두하는데 혹은 친구들과 시간을 보내는데 더 많은 시간을 쓴다고 말이다. 표준화된 시험 성적들을 통해서 성취를 보여주려는 공립 발도르프 학교들의 욕구는 교과서들의 증가된 사용을 촉발해왔고 학과목들에 대한 교수 시간을 증가시켜왔다. 
캘리포니아 학구들의 발도르프에 영향을 받은 학교들은 미국 수정 헌법 제1조와 제14조와 캘리포니아 헌법 제9조를 위반했다고 주장하는 법적 다툼은 2005년에 그것의 소송 본안에서 그리고 2007년과 2012년에 항소에서 패소했다.

### 영국
첫번째 주정부 예산을 받는 슈타이너-발도르프 학교, 슈타이너 학원 헤리퍼드는 2008년에 문을 열었다. 그때 이후로, 슈타이너 학원들은 프룸, 엑시터, 그리고 브리스톨에서 문을 열어왔는데 정부 예산을 받는 자유 학교들 계획의 일부로 말이다. 
2018년 12월에, 교육기준청(오프스테드)은 슈타이너 학원 엑시터를 부적격으로 판정했고 그것을 복합 학원 재단으로 이전되게끔 명령했다; 그것은 다음의 것들을 포함하는, 사안들 때문에 2018년 10월에 일시적으로 폐쇄되었는데 그것은 학생들의 복지애 대한 보호에 있어서의 중대한 실패들, 특수한 교육적 욕구들과 다른 장애들을 가진 아이들에 대한 돌봄 실패, 그리고 예산들의 남용이다. 2018년 7월에, 두명의 6살 아이들이 경찰에 의해 발견되었는데 무단으로 엑시터 학교에서 외출한 상태에서 말이다. 그들의 부모들은 그날 늦게까지 몰랐다.